# Brudslöjefallen
Brudslöjefallen (engelska: Bridal Veil Falls) ingår i Niagarafallen. Brudslöjefallen kallades tidigare för Lunafallen och Irisfallen.

### Fotnoter
1. ↑  "Facts about Niagara Falls" Arkiverad 10 april 2011 hämtat från the Wayback Machine.. Niagara Falls Live. Läst 7 juni 2012.